# Melborn
Melborn ist ein Ortsteil der thüringischen Gemeinde Hörselberg-Hainich im Wartburgkreis.

## Lage

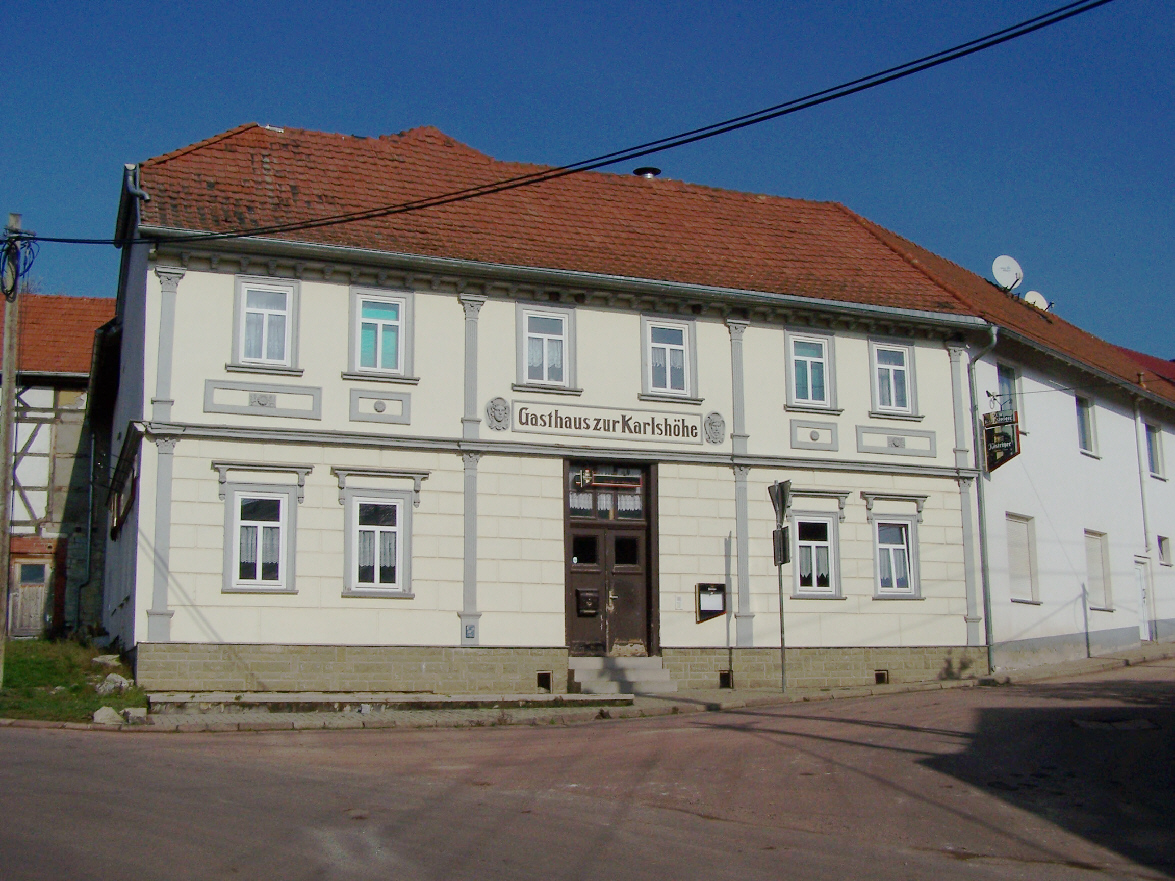
In der Ortslage (2008)

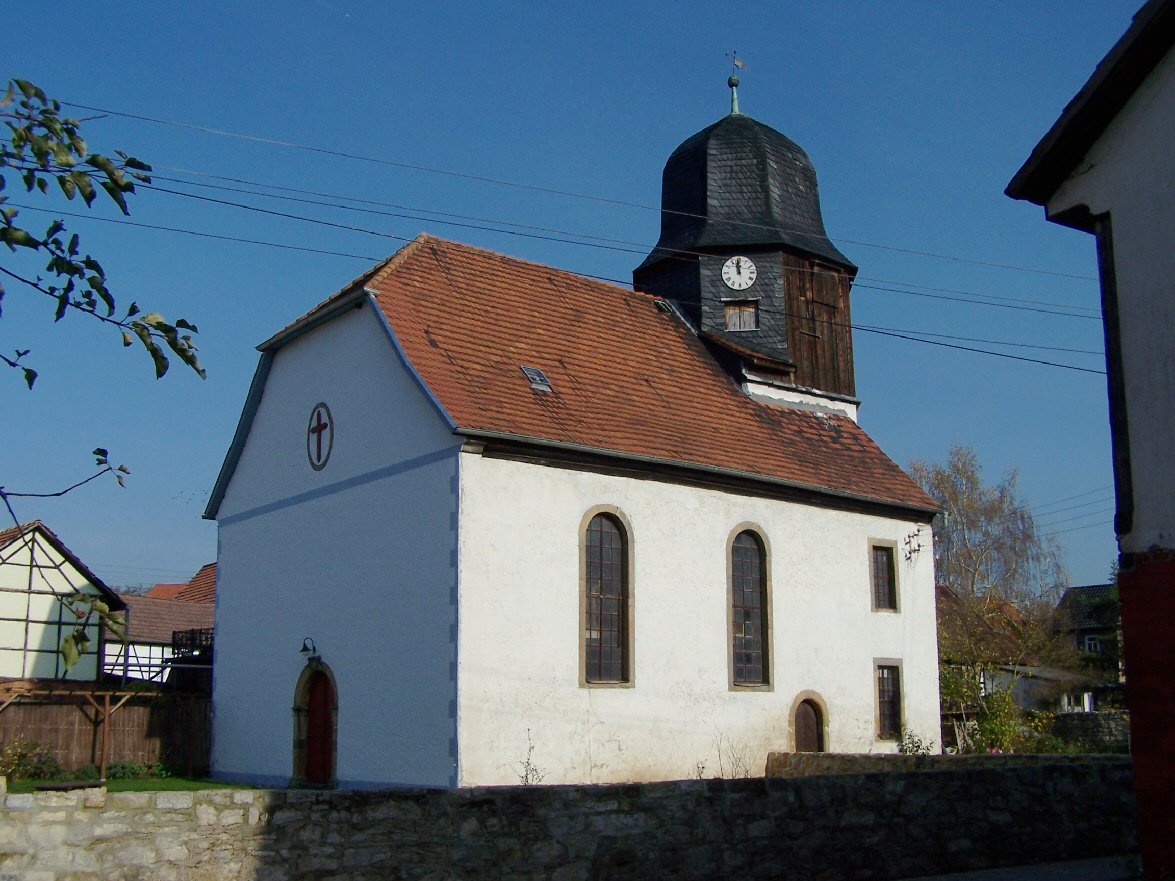
Die St.-Margarethenkirche

Die Ortschaft Melborn befindet sich im Zentrum der Gemeinde Hörselberg-Hainich, etwa acht Kilometer (Luftlinie) östlich von Eisenach und liegt, vor dem Wind geschützt in einer Senke, im Tal der Nesse. Südlich der Ortslage erhebt sich der Höhenzug der Hörselberge mit dem vorgelagerten Berg Huhrodt (368,6 m ü. NN). Seit Januar 2010 verläuft nördlich der Ortslage die Bundesautobahn 4, die nächstgelegene Anschlussstelle befindet sich bei Großenlupnitz und ist zugleich Knotenpunkt mit der B 84 nach Eisenach, Behringen und Bad Langensalza. Die geographische Höhe des Ortes beträgt 240 m ü. NN.

## Geschichte
Die erste Erwähnung des Ortes Melborn erfolgte im Jahre 1075 als Mellenbrunnen, der Name wurde auch als Amalienbrunnen gedeutet. In früheren Jahren gehörte das Dorf zu den reicheren Siedlungen im Nessetal.
Nach der örtlichen Überlieferung gründeten Nonnen eine erste Kirche bei dem Brunnen Klingenborn, daraus entstand in späteren Jahren ein beliebter Wallfahrtsort. Das im Ort stehende Steinkreuz soll eine dieser Nonnen oder eine Heilige darstellen. Die St. Margarethenkirche gilt als Nachfolgebau der Wallfahrtskapelle, verlässliche Angaben zur frühen Kirchengeschichte sind nicht bekannt. Eine weitere Gründungsüberlieferung berichtet, dass auf Wunsch des Fuldaer Abtes
Burchard von Fulda (1168–1176) um 1174 im Ort Melborn eine Klostergründung als Cella stattfand und diese mit Gütern der Herren von Sonneborn ausgestattet wurde.
Nördlich der Ortslage bestand im Hochmittelalter eine weitere Siedlung – die als Gozharterode noch in alten Flurkarten eingetragen ist. Bei Ausgrabungen im Zusammenhang mit dem Autobahnbau konnte diese Wüstung durch freigelegte Grundmauern und Bodenfunde bestätigt werden. Beim Einmarsch königlicher Truppen im Jahr 1295 wurde die Region im südlichen Hainichvorland geplündert und gebrandschatzt. Goszharterode wurde nach dieser Zerstörung aufgegeben und die Überlebenden siedelten sich in Wenigenlupnitz und Melborn an.

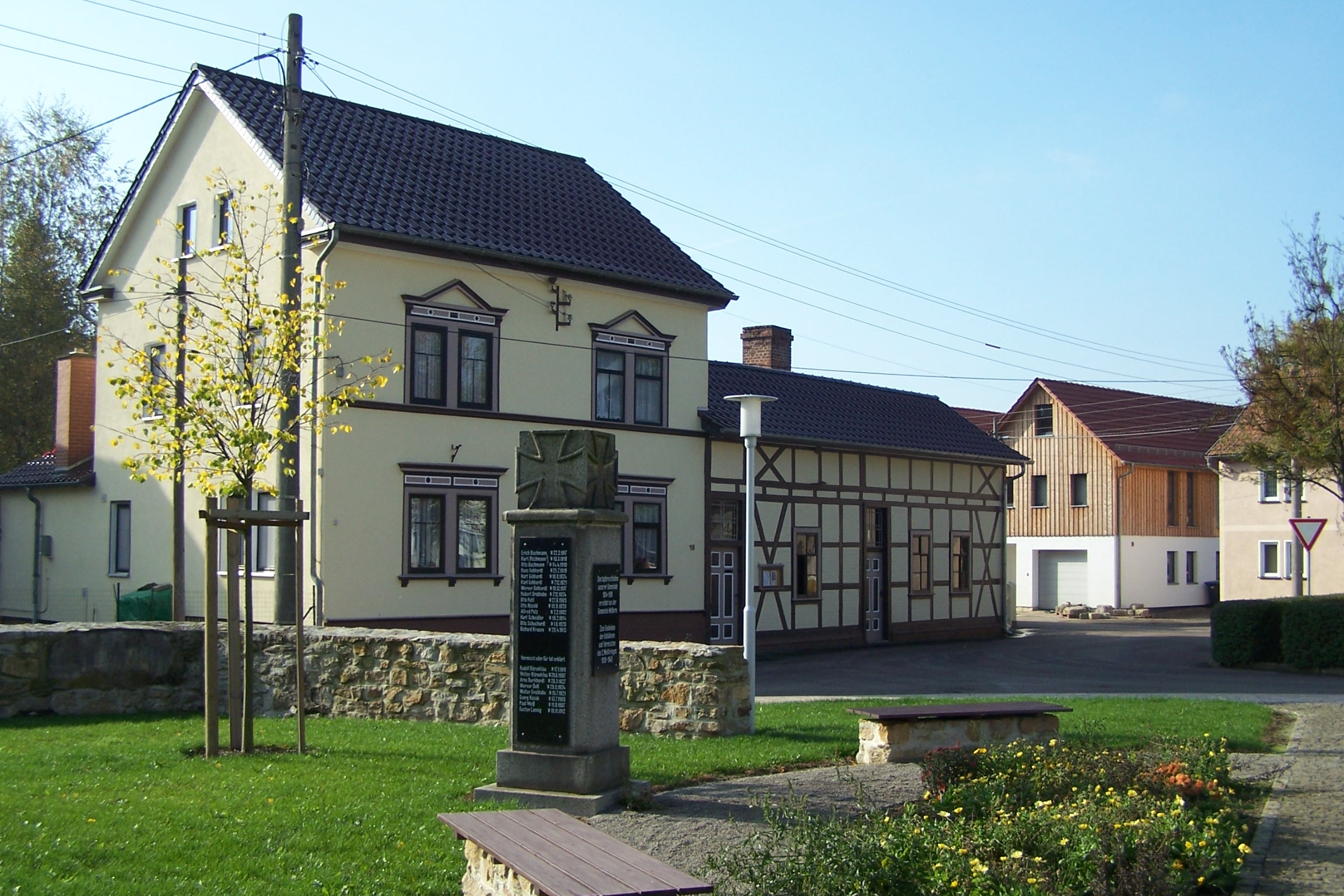
Das Kriegerdenkmal vor der Kirche

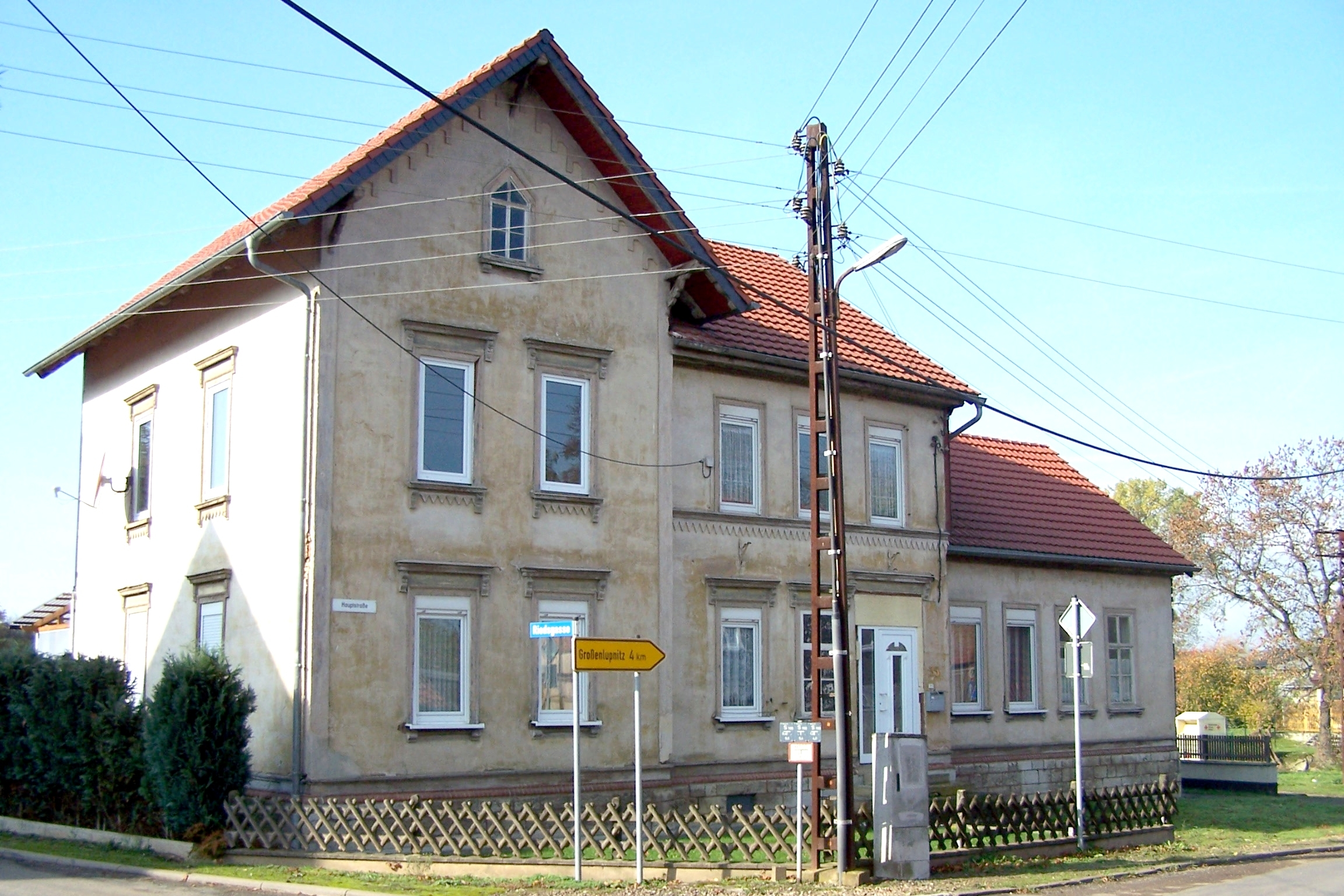
Die alte Dorfschule – erbaut 1869

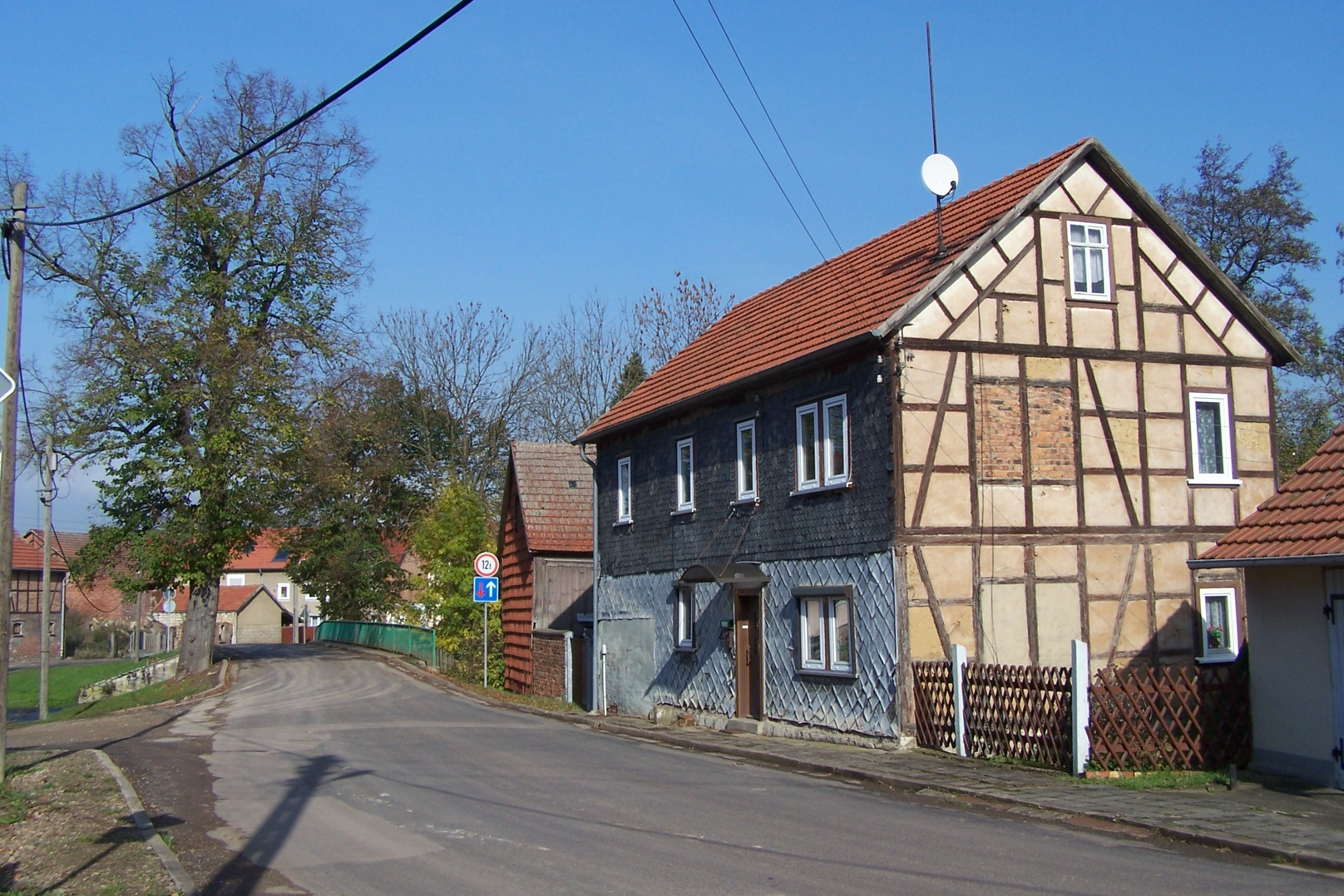
An der Nessebrücke – am Schulhaus (2009)

Zu den zahlreichen Landadelsgeschlechtern, die an das Kloster Fulda durch Lehensverträge in Westthüringen gebunden waren, gehörten im 13. Jahrhundert auch die Herren von Erffa. Ihr Hauptsitz war die Wasserburg Erffa, sie lag etwa 10 Kilometer östlich von Melborn im heutigen Ort Friedrichswerth, am rechten Ufer der Nesse. Die 1357 an Hartung von Erffa übergebenen Güter erhielt dieser zunächst in seiner Funktion als Klostervogt für die Lupnitzorte übergeben. Die erffaischen Güter bestanden aus einer an der Nesse bei Wenigenlupnitz gelegenen Wasserburg, welche ihnen die Herren von Lupnitz bereits früher verkauft hatten, sowie Ländereien und Teichen. Die Brüder Dietrich und Hans von Farnroda erwarben 1493 die erffaischen Besitzungen und Rechte. Eine Schwester der Farnrodaer wurde die Gemahlin des Andreas Friedrich von Uetterodt. Die uetterodtsche Familie teilte bald ihre Besitzungen, der von Andreas Friedrich von Uetterodt begründeter Zweig übernahm die im Nessetal durch Heirat erworbenen Besitzungen um Wenigenlupnitz und Melborn.
Die Landesteilungen der Wettiner seit dem 16. Jahrhundert hatten auch Auswirkungen auf Melborn. Die östlichen Nachbarorte lagen zuletzt im Herzogtum Sachsen-Coburg und Gotha, Melborn zählte zum Amt Eisenach im Herzogtum Sachsen-Weimar-Eisenach.
Als Patronatsherren der Kirche und Gerichtsherren im Ort erscheinen die Herren von Wangenheim. Erstmals 1321 wurden die Brüder Apel und Fritz von Wangenheim als Lehensherren dieser Familie im Ort bestätigt. Innerfamiliäre Teilungen, Erbschaften und Verpfändungen hinterließen eine Vielzahl von Urkunden, die im 19. Jahrhundert Grundlage für eine umfangreiche Familienchronik der Wangenheimer waren. Aus diesen Urkunden geht auch hervor, das der Ort Melborn ein geteilter Besitz der Herren von Uetterodt und der Wangenheimer wurde, auch die Farnrodaer hatten dort Güter und Besitzrechte im Ort erworben.
Die Wangenheimer behaupteten über Jahrhunderte den Besitz der Melborner Nessemühle, die Niedere Gerichtsbarkeit (bis 1847) und das Patronatsrecht der Kirche (bis 1909). Für die drei bis fünf Kilometer entfernten Orte Großenbehringen und Wolfsbehringen bestand bis Anfang des 19. Jahrhunderts der Mühlenzwang, er war verbunden mit Abgaben an die Wangenheimer. Um 1800 erwarb ein Eisenacher Kaufmann die Nutzungsrechte für die Mühle und richtete dort eine Spinnmühle ein. Mit der Umnutzung der Mühle zur Spinnerei waren auch Arbeitsplätze entstanden, da noch vor dem Spinnen der Wolle viele Reinigungs- und Sortierarbeitsgänge von Hand zu erledigen waren.
Auch im Dreißigjährigen Krieg wurde Melborn schwer heimgesucht. Die St. Margarethenkirche wurde geplündert und wertvolle Urkunden verschwanden oder wurden ein Raub der Flammen. Erst 1769 wurde die Kirche erneuert, man fand 1860 die barocke Innenausstattung als nicht mehr zeitgemäß und übertünchte einen Teil der Wände. Die zum Inventar der Kirche gehörenden drei spätgotischen Heiligenfiguren gelangten im 19. Jahrhundert an das Thüringer Museum in Eisenach, zum Geläut der Kirche gehörte ein sehr alte „Alphabetsglocke“.
Laut Kirchenchronik kam Valentin Meyse 1637 in den Ort, er wirkte noch drei Jahre als Lehrer und wurde 1640 von seinem Sohn Andreas Meyse abgelöst. Die Bände der Melborner Kirchenchronik vor 1637 gingen im Dreißigjährigen Krieg verloren, daher ist unklar, seit wann der Ort eine eigene Schule besaß. Das Schulgebäude in der Ortslage wurde 1869 erbaut, es blieb bis 1969 in Nutzung, zuletzt als Grundschule für Schüler der 1. bis 4. Klasse. Der Schulbetrieb wurde für die höheren Klassen bereits in Wenigenlupnitz durchgeführt, wo auch heute noch die Grund- und Regelschule für die Nessetalorte besteht. Die Melborner Schule hatte einen sehr guten Ruf als Bildungsstätte, am 24. Juni 1869 besuchte der damalige Großherzog Carl Alexander von Sachsen-Weimar-Eisenach anlässlich der Einweihung des neuen Schulgebäudes den Ort Melborn. Das Einweihungsfest wird schwärmerisch als der kulturelle Höhepunkt des Ortes im 19. Jahrhundert geschildert. Auch 1879, zur Jubiläumsfeier des 10. Jahrestag der Einweihung, weilte der Großherzog kurz im Ort Melborn. Möglicherweise wurden zu diesem Anlass in einer Obstplantage am Ortsrand die „Kaiser-Wilhelm-Linde“ und die „Bismarck-Eiche“ als Gedenkbäume gepflanzt.
Basierend auf der Volkszählung von 1875 wurden 1879 statistische Angaben zum Ort Melborn publiziert. Melborn hatte in diesem Jahr 43 Wohnhäuser mit 222 Einwohnern. Die Größe der Melborner Flur betrug 531,9 ha davon Höfe und Gärten 14,5 ha, Wiesen 14,9 ha, Ackerfläche 372,9 ha. Wald 78,6 ha, Teiche, Bäche und Flüsse 5,4 ha, auf Wege, Triften, Ödland und Obstbauplantagen entfielen 45,5 ha. Beachtlich war auch der Viehbestand: Melborn hatte 29 Pferde, 114 Rinder, 219 Schafe, 135 Schweine und 51 Ziegen und 30 Bienenvölker.
Die „moderne Zeit“ begann in Melborn mit der Installation einer ersten Stromleitung zum Elektrogenerator am Wenigenlupnitzer „Elektrizitätswerk“, das der Guts- und Schlossbesitzer Baron Dietrich von Klitzing um 1910 errichten ließ. Mit dem Beginn des Automobilverkehrs im Umland der Stadt Eisenach wurde von den Nessetalorten der Bau einer modernen Straße am Nordhang des Hörselberges gewünscht, diese wurde aber nie realisiert. Die meisten Bewohner betrieben bis nach dem Zweiten Weltkrieg Landwirtschaft im Nebenerwerb. Auch der Brunnenkresseanbau war in Melborn bedeutend. Beim Kriegsende kamen zwei Wehrmachtssoldaten ums Leben, die den vorrückenden Amerikanern die Einfahrt in das Dorf verwehren wollten, auch zwei Gehöfte gingen durch den Schusswechsel in Flammen auf und brannten aus.
Als nachteilig für den Ort wirkte sich die Nähe zum Militärgelände und Truppenübungsplatz Kindel aus. Einfache Soldaten der dort stationierten Einheiten der Roten Armee suchten oft die angrenzenden Dörfer auf, um sich Alkohol oder Lebensmittel zu verschaffen; für die Bewohner des Nessetals war der Schießplatz und der nur zwei Kilometer entfernte Militärflugplatz eine über Jahrzehnte andauernde Bedrohung. Das Gelände war Sperrgebiet und es galten Bestimmungen zur Wahrung militärischer Geheimnisse.
Das Ende als eigenständige Gemeinde wurde mit der Kommunalreform im Jahr 1973 beschlossen und 1974 wurde die Eingemeindung in das benachbarte Dorf Wenigenlupnitz vollzogen. Am 1. Januar 1996 entstand der Ort Hörselberg im ebenfalls neu gegründeten Wartburgkreis. Am 1. Dezember 2007 wurde Hörselberg durch das Thüringer Gesetz zur freiwilligen Neugliederung kreisangehöriger Gemeinden im Jahr 2007 mit der Nachbargemeinde Behringen zur neuen Gemeinde Hörselberg-Hainich vereinigt.

## Sehenswürdigkeiten
Der Ort verfügt über einige denkmalgeschützte Gehöfte. Im Zentrum des Ortes befindet sich die St.-Margarethenkirche und daneben ein jahrhundertealtes Steinkreuz – das Wahrzeichen des Dorfes.